# 彼达迪-杜斯热赖斯
彼达迪-杜斯热赖斯是巴西米纳斯吉拉斯州的一个市镇。总面积260.633平方公里，总人口4542人，人口密度17.4人/平方公里。